# دائرة سيدي خويلد
دائرة سيدي خويلد هي إحدى دوائر ولاية ورقلة الجزائرية.